# Ligne de tramway Z (SNCV Groupe de Gand Rabot)
 (mars 2021).
Si vous disposez d'ouvrages ou d'articles de référence ou si vous connaissez des sites web de qualité traitant du thème abordé ici, merci de compléter l'article en donnant les références utiles à sa vérifiabilité et en les liant à la section « Notes et références ».
La ligne Z est une ancienne ligne du tramway vicinal de Gand de la Société nationale des chemins de fer vicinaux (SNCV) qui reliait Gand à Zomergem entre 1886 et 1959.

## Histoire
La ligne a été mise en service le 23 novembre 1886 entre Gand Rabot et Zomergem Motje (ou Zomergem Canal) avec traction vapeur, sans indice de ligne, et exploitée par la SA des Railways économiques de Liège-Seraing et extensions (RELSE), au capital de 8[Quoi ?]. Le 15 juin 1887, elle a été prolongée de Zomergem Motje à Zomergem Église (ou village). En 1898, la ligne a été prolongée de Gand Rabot à Gand Porte de Bruges (nl) et l’exploitation a été reprise par les Elektrische tramwegen van Gent (ETG) (« Tramways électriques de Gand »). Le 2 octobre 1898, la ligne a été prolongée de Zomergem Église à Ursel. Le 1er novembre 1930, la section entre Gand Rabot et Lovendegem a été électrifiée, avec attribution de l’indice Z. En 1931, l’exploitation a été reprise par la SNCV. Le 29 mars 1931, l’électrification a été étendue entre Lovendegem et Zomergem Église, tandis que l’exploitation de la section Zomergem Église - Ursel a été reprise par la ligne Bruges - Ursel du réseau de Bruges. Le 3 mai 1931, la section Gand Rabot - Gand Porte de Bruges a été électrifiée, avec une extension de la porte de Bruges vers la gare de Gand-Saint-Pierre. La ligne a finalement été supprimée le 30 mai 1959.